# ГЕС Чунтангба
ГЕС Чунтангба (春堂坝水电站) — гідроелектростанція у центральній частині Китаю в провінції Сичуань. Становить нижній ступінь каскаду на річці Wori, лівому витоку Xiaojin, котра в свою чергу є лівою притокою Дадухе (приєднується праворуч до Міньцзян — великого лівого допливу Янцзи).
В межах проекту річку перекрили бетонною греблею висотою 28 метрів та довжиною 71 метр, яка утримує невелике водосховище з об'ємом 854 тис. м3 та припустимим коливання рівня у операційному режимі між позначками 2447,8 та 2449,8 метра НРМ.
Зі сховища через прокладений у лівобережному гірському масиві дериваційний тунель довжиною 13 км ресурс транспортується до машинного залу, розташованого вже на лівому березі Xiaojin нижче від злиття її витоків. Тут встановлено три турбіни типу Френсіс потужністю по 18 МВт, які  забезпечують виробництво 224 млн кВт-год електроенергії на рік.
Видача продукції відбувається по ЛЕП, розрахованій на роботу під напругою 220 кВ.